# 蒙托 (伊泽尔省)
蒙托（法語：Montaud，法語發音：[mɔ̃to]）是法国伊泽尔省的一个市镇，属于格勒诺布尔区。

## 地理
蒙托（45°15'46"N, 5°33'40"E）面积14.59 平方千米，位于法国奥弗涅-罗讷-阿尔卑斯大区伊泽尔省，该省份为法国东南部内陆省份，北起顺时针与安省、萨瓦省、上阿尔卑斯省、德龙省、阿尔代什省、卢瓦尔省和罗讷省。
与蒙托接壤的市镇（或旧市镇、城区）包括：伊泽尔河畔圣康坦、沃雷沃鲁瓦兹、拉里维耶尔、韦科尔山区欧特朗梅欧德尔。

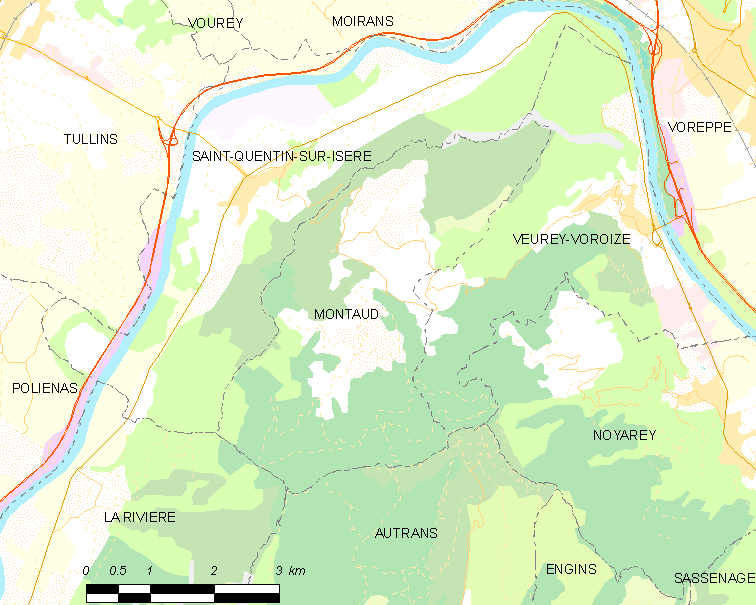
的OSM定位图

蒙托的时区为UTC+01:00、UTC+02:00（夏令时）。

## 行政
蒙托的邮政编码为38210，INSEE市镇编码为38248。

## 政治
蒙托所属的省级选区为蒂兰县。

## 人口

1962-2008年间人口变化图示

蒙托于2022年1月1日时的人口数量为529人。